# Evangelisch Werkverband
Het Evangelisch Werkverband binnen de Protestantse kerk (EW) is een verband van predikanten en gemeenteleden die deel uitmaken van de Protestantse Kerk in Nederland. Zij vertegenwoordigen de evangelische stroming binnen deze kerk.

## Geschiedenis
Het Evangelisch Werkverband (EW) werd in maart 1995 opgericht door een aantal predikanten waaronder Evert van de Poll en trad later dat jaar naar buiten met een manifest dat de grondslag van de beweging ging vormen. Mede op initiatief van predikant Hans Eschbach kwamen Hervormde en Gereformeerde predikanten in mei 1995 met het Evangelisch Manifest waarin ze uitdrukking gaven aan de hoop voor opleving voor de kerk van Nederland. In maart 2000 kwam het tot een formele samenwerking met de Samen op Wegkerken, die later zouden opgaan in de Protestantse Kerk in Nederland (PKN). 
De eerste (predikant-)directeur was ds. Hans Eschbach, die in november 2000 aantrad. In september 2011 werd hij opgevolgd door Hans Maat, die onder andere jeugdwerkadviseur was bij de Hervormd Gereformeerde Jeugdbond (HGJB). In 2022 werd hij opgevolgd door Janneke Plantinga.
De oorspronkelijke locatie van het EW was in Driebergen waar een aantal kantoren van de christelijke jongerenorganisatie Youth for Christ werd gehuurd. Sinds maart 2007 heeft het Werkverband haar kantoor in Terschuur. Van daaruit sturen een aantal medewerkers en vrijwilligers het werk aan.

## Positiebepaling
Het gedachtegoed van het EW sluit met name aan bij de evangelicale stroming binnen de Protestantse Kerk in Nederland. Ook is er veel samenwerking en herkenning met onder andere de Gereformeerde Bond en het Confessioneel Gereformeerd Beraad. Samen met deze organisaties en de Confessionele Vereniging riep het EW in 2005 haar 'moederkerk' op om vast de behouden in het belijden aan Christus. Dit leidde tot discussie met vertegenwoordigers van de meer vrijzinnige stromingen binnen de PKN. Enige vrees over de invloed van het EW op een verdere evangelicalisering van de kerk leeft er wel in deze groepen.
Het EW organiseerde sinds 2015 jaarlijks een conferentie onder de titel There is more. Vooral de sterke nadruk op gebedsgenezing en de achtergrond van Randy Clark, een van de sprekers in de eerste twee jaren, veroorzaakten onrust binnen (een deel van) de achterban. Clark was betrokken bij de zogeheten Toronto Blessing, een opwekkingsbeweging uit het laatste decennium van de twintigste eeuw, waarbij er een sterke nadruk lag op lichamelijke manifestaties. Na het vertrek van Hans Maat als directeur in 2022 bleef hij de There is more-conferenties organiseren onder de vlag van zijn eigen stichting.

## Activiteiten
Een van de bekendste concepten van het EW zijn de Gemeente Groei Groepen, gelanceerd in mei 1998. Dit zijn groepen gelovigen in plaatselijke kerken die regelmatig bij elkaar komen voor contact en om de bijbel te lezen. Inmiddels zijn er bijna tweeduizend van deze groepen. Ook is het verband bekend van de Evangelische Liedbundel die zij samen met het Confessioneel Gereformeerd Beraad in 1999 op de markt bracht.
Ook organiseerde het EW elk jaar een grote toogdag waar ruim duizend mensen op afkwamen. Vanwege de massale bezoekersaantallen werd de dag na verloop van tijd in verschillende plaatsen gehouden. Mede op initiatief van het EW startte in 2004 aan de Vrije Universiteit het onderzoekscentrum Center of Evangelical and Reformation Theology (CERT) gestart dat evangelische theologen moet opleiden.
In april 2012 startte het EW met een beweging voor 20-35-jarigen, de Young Evangelical Protestants (YEP). Het was een van de vernieuwingen onder de in september 2011 aangetreden directeur Maat. Hij zei dat het EW twintigers en dertigers die bewust voor het geloof kiezen bijeen wil brengen en met hen in retraite wil gaan. YEP stierf echter een stille dood.

### Zending en gemeenteplanting
Het stimuleren van de zending en gemeenteplanting - het stichten van nieuwe kerken - binnen de Protestantse Kerk in Nederland zijn twee van de prioriteiten die hoog op het lijstje staan van het EW. In 2005 presenteerde de organisatie een visie waarin werd gesteld dat de moederkerk dochtergemeenten moet stichten. Dit zou moeten gebeuren onder de naam Protestantse Pionier Plekken. Het EW neemt hiertoe zelf ook het initiatief. Zo heeft onder andere de Pax Christikerk in Den Haag een doorstart gemaakt.